# Alleanza Litoraneo-montana
L'Alleanza Litoraneo-montana (in croato: Primorsko-goranski Savez - PGS) è un partito politico croato di orientamento regionalista e liberale fondato nel 1990; originariamente designato come Alleanza Democratica Fiumana (Riječki Demokratski Savez - RDS), ha assunto l'odierna denominazione nel 1996.
È operativo nella regione litoraneo-montana.

## Deputati
- Vladimir Bebić (1992-1995)
- Nikola Ivaniš (2000-2003; 2003-2008)
- Luciano Sušanj (2000-2001)
- Darijo Vasilić (2001-2003)

## Risultati
| Elezione          | Elezione             | Voti    | %     | Seggi   |
| ----------------- | -------------------- | ------- | ----- | ------- |
| Parlamentari 1992 | Con DA-IDS           | 83.623  | 3,18  | 1 / 138 |
| Parlamentari 1995 | Parlamentari 1995    | N.D.    | N.D.  | 0 / 127 |
| Parlamentari 2000 | Con SDP-HSLS         | 115.191 |       | 2 / 151 |
| Parlamentari 2003 | Con HNS              | 46.864  |       | 1 / 152 |
| Parlamentari 2007 | Con HSS-HSLS         | 23.804  |       | 0 / 153 |
| Parlamentari 2011 | Con BUZ-HRS          | 66.957  | 2,85  | 0 / 151 |
| Europee 2013      | Europee 2013         | N.D.    | N.D.  | 0 / 12  |
| Europee 2014      | Con HSLS-RI-NF       | 22.098  | 2,40  | 0 / 11  |
| Parlamentari 2015 | Con IDS-RI           | 42.193  | 1,90  | 0 / 151 |
| Parlamentari 2016 | Con IDS-RI           | 43.180  | 2,27  | 0 / 151 |
| Europee 2019      | Coalizione Amsterdam | 55.829  | 5,20  | 0 / 11  |
| Parlamentari 2020 | Coalizione Restart   | 414.645 | 24,87 | 0 / 151 |